# Hervé van der Straeten
Hervé Van der Straeten, né en 1965 à Bretigny-sur-Orge, est un designer français, créateur de mobilier, de luminaires, de miroirs.

## Biographie
Hervé Van der Straeten est le fils d'un ingénieur qui l'a initié au design. Formé à l’École des beaux-arts de Paris en section peinture, il crée à partir de 1985 des articles de joaillerie avant même d'avoir terminé ses études. Il collabore rapidement avec Jean-Paul Gaultier, Isabel Marant, Christian Lacroix ou encore Thierry Mugler,. Il étend par la suite sa production à des créations de meubles, de luminaires et de miroirs en édition limité ou unique, souvent aux lignes torturées ou brisées et faites d'empilements : il affirme vouloir « faire des choses irrégulières et en mouvement ».
Parallèlement à ses propres collections, il est le créateur du flacon J'adore de Dior, du design des rouges à lèvres Kiss Kiss de Guerlain et de la série Excess de la Cristallerie de Saint-Louis,,.
Il a par ailleurs réalisé des pièces de mobilier pour les boutiques Roger Vivier dont le pouf en aluminium Capsule ou la console Passage. Il compte parmi ses clients Tom Ford, Marie-Chantal Miller, Steven Spielberg, Madonna ou encore le Palais de l'Élysée par l'intermédiaire du Mobilier national. En parallèle, nombre d'architectes d'intérieurs réputés lui sont fidèle pour leurs projets.
Hervé Van der Straeten a reçu en 2007 le label Entreprise du patrimoine vivant du ministère de la Culture et a été nommé en 2008 chevalier de l'ordre des Arts et des Lettres.
Depuis 1999, il tient une galerie dans le quartier du Marais à Paris, où sont exposées certaines de ses créations. Il travaille à son atelier de fabrication à Bagnolet avec une trentaine d'artisans du bronze, du vernis, de la laque ou ébénistes,.